# Christiane Eilders
Christiane Eilders (* 1962) ist eine deutsche Professorin für Kommunikationswissenschaft. Ihre Forschungsinteressen liegen im Bereich der Rezeptions- und Wirkungsforschung im Kontext von öffentlicher Kommunikation. Dazu zählen insbesondere die Erforschung der Theorie zur Schweigespirale sowie die Bedeutung von Nachrichtenfaktoren im öffentlichen Diskurs online und offline. Eilders ist seit 2011 Professorin für Kommunikations- und Medienwissenschaft an der Heinrich-Heine-Universität Düsseldorf und seit 2016 Fachkollegiatin im Fachkollegium Sozialwissenschaften der Deutschen Forschungsgemeinschaft (DFG).

## Tätigkeit
Christiane Eilders promovierte 1996 an der LMU München zur Rolle der Nachrichtenfaktoren bei der Rezeption politischer Inhalte. Anschließend war sie am Wissenschaftszentrum für Sozialforschung in Berlin sowie als wissenschaftliche Referentin am Hans-Bredow-Institut Hamburg beschäftigt. 2006 habilitierte sie an der FU Berlin zum Thema Strukturen öffentlicher Meinungsbildung in der überregionalen Qualitätspresse. Ebenfalls im Jahr 2006 trat Eilders die Nachfolge von Frank Brettschneider am Institut für Medien und Bildungstechnologie (kurz imb) der philosophisch-sozialwissenschaftlichen Fakultät der Universität Augsburg an. Sie ist neben Gabi Reinmann (Medienpädagogik) und Lutz Mauermann (Medienlabor) Gründungsmitglied des imb und lehrte, wie alle Vertreter des Instituts, schwerpunktmäßig im Bachelor- und Masterstudiengang Medien und Kommunikation. 2010 arbeitete sie als Fellow an der Kolleg-Forschergruppe „The Transformative Power of Europe“ an der FU Berlin und absolvierte zudem Gastaufenthalte in San Diego und Ankara sowie eine Gastprofessur an der Universität Zürich (2015).
Seit 2011 ist Christiane Eilders Professorin für Kommunikations- und Medienwissenschaft an der Heinrich-Heine-Universität Düsseldorf. In Forschung und Lehre befasst sie sich mit öffentlichen Diskursen und öffentlicher Meinungsbildung und untersucht die Rolle von etablierten Massenmedien und Online-Kommunikation in diesem Prozess. Im Rahmen mehrerer DFG geförderter Projekte galt ihr Forschungsinteresse der Wahrnehmung öffentlicher Meinung sowie der daraus folgenden Artikulationsbereitschaft. Als Vorstandsmitglied des Düsseldorfer Internet Instituts (DIID) (seit 2018) widmet sie sich zudem der Erforschung von deliberativen Dynamiken in Online-Diskursen, etwa im Rahmen politischer Beteiligungsverfahren.
Christiane Eilders ist in zahlreichen Fachgemeinschaften tätig. Sie ist Mitherausgeberin der Fachzeitschrift Publizistik (seit 2012), Mitglied im wissenschaftlichen Beirat der Bundeszentrale für politische Bildung (seit 2012), Fachkollegiatin für Sozialwissenschaften sowie Teil der DFG-Forschergruppe „Politische Kommunikation in der Online-Welt“ und Beiratsvorsitzende des Weizenbauminstituts Berlin (seit 2019).
Christiane Eilders leitet seit Oktober 2023 das Center for Advanced Internet Studies (CAIS) als Direktorin in Bochum. Sie ist zugleich Professorin nach dem Jülicher Modell für Kommunikationswissenschaft am Institut für Sozialwissenschaften der HHU Düsseldorf.